# Sudamerica (album)
Sudamerica è un album del musicista italiano Dario Aspesani del 2003. L'album è registrato tramite "digital multitracks" e tutti gli strumenti sono stati suonati dall'autore. Si nota uno studio molto attento alle tematiche inerenti, chiaramente alla musica centro e sud americana: vedi l'intro da Arrimate paca (traditional cubano), oppure, venceremos (celebre brano degli Inti-Illimani) riarrangiato con il solo utilizzo di un tamburo peruviano ecc.

## Tracce
1. intro: Arrimate paca
2. Maria en la playa
3. Quiero volver en invierno
4. Son a la casa de la trova
5. Piensalo bien
6. Venceremos
7. Ballata dello stato di polizia
8. Tango per Cris
9. In questa nave della fine del '900
10. Swing swing
11. Non arrenderti
12. Cos'è un uomo dinanzi al mare
13. Cris
14. Vuoto vuoto
15. La bamba vers. salsa
16. Sudamerica